# Halowe Mistrzostwa Świata w Łucznictwie 1991
1. Halowe Mistrzostwa Świata w Łucznictwie odbyły się w dniach 11 - 17 marca 1991 w Oulu w Finlandii. Była to pierwsza edycja mistrzostw w hali. W tej edycji mistrzostw konkurencje rozgrywane w łukach klasycznych nazywano zawodami w stylu dowolnym.

## Reprezentacja Polski seniorów

### styl dowolny
- Beata Czajkowska
- Katarzyna Czerniak
- Jacek Gilewski
- Konrad Kwiecień
- Alicja Maciągowska
- Piotr Moskalewicz

## Medaliści

### Strzelanie w stylu dowolnym
| Konkurencja:           | Złoto:          | Srebro:        | Brąz:           |
| indywidualnie kobiet   | Natalia Valeeva | Chin Chiu-yueh | Severine Bonal  |
| indywidualnie mężczyzn | Sébastien Flute | Jay Barrs      | Wadim Szikariew |

### Strzelanie z łuku bloczkowego
| Konkurencja:           | Złoto:       | Srebro:        | Brąz:        |
| indywidualnie kobiet   | Lucia Panico | Kirsi Rantanen | Glenda Doran |
| indywidualnie mężczyzn | Joe Asay     | Dan Kolb       | James Fowles |

## Klasyfikacja medalowa
| Lp. | Państwo           | Złoto | Srebro | Brąz | Razem |
| 1.  | Stany Zjednoczone | 1     | 2      | 2    | 5     |
| 2.  | Francja           | 1     | 0      | 1    | 2     |
| 2.  | ZSRR              | 1     | 0      | 1    | 2     |
| 4.  | Włochy            | 1     | 0      | 0    | 1     |
| 5.  | Finlandia         | 0     | 1      | 0    | 1     |
| 5.  | Tajwan            | 0     | 1      | 0    | 1     |